# Avenbach
Der Avenbach – [ˈaːfn̩ˌbax], im Dialekt [ˈaːfəˌbax], das V ist also stimmlos zu sprechen – ist ein Bach im nordöstlichen Baden-Württemberg von 4,5 km Länge, der bei Bühlertann-Kottspiel von rechts in die Bühler mündet. Sein bedeutenderer linker Oberlauf ist der Sauerbach.

## Geographie

### Quelle und Verlauf
Der Avenbach entsteht unter dem Oberlaufnamen Sauerbach ungefähr 0,8 km südöstlich der Ortsmitte des Weilers Bühlertann-Fronrot. Hier fließt er auf etwa 483 m ü. NN aus dem Auslauf einer Drainageröhre des zwischen der L 1060 und dem Spitalwald liegenden Wiesengewannes Bühl, das Teil der Hochfläche der Ellwanger Berge östlich von Fronrot ist. Die ersten etwa 400 m seines Laufes zieht er nach Westen und tieft sich dabei schnell ein.
Dann erreicht er die Flurgrenze zu einem breiteren Wiesental südlich von Fronrot und fließt von hier an in Richtung Südwesten. Dabei läuft er zunächst auf dem linken Hangfuß zum Sauerberg deutlich über der Taltiefenlinie, zwischen dem Waldrand links und rechts einem Damm gegen sein Tal zu. Unmittelbar nachdem er so in etwa 50 Metern Abstand die eingezäunten drei Teiche der Fronroter Oxidationskläranlage in der Muldenmitte passiert hat, wird er steil in sein natürliches Bett zurückgeführt, auf diesem Gefällestück und auch schon etwas oberhalb hat er sich mehrere Meter tief ins Gelände eingegraben und dabei Baumwurzeln freigespült. Auf dem nächsten Viertelkilometer folgt dem linken Ufer in wenigen Schritten Abstand weiter dicht der Hangwaldrand, der hier Gemeindegrenze zwischen Bühlertann und Bühlerzell ist.
Nach über einem Kilometer ab der Quelle nimmt er von links seinen ersten größeren Zufluss auf, den Sauerbergbach, der etwa in der Mitte des namengebenden Bergwaldes entsteht. Danach wendet sich der vereinte Bach nach Westen auf Bühlerzeller Gebiet und läuft zwischen Ufergehölz mäandrierend durch ein Wiesental, zwischen dem Bühlerzell-Holensteiner Ulrichsberg im Süden, dessen steile Partien am oberen Hang heute meist der Weide dienende Fallobstwiesen und Grünland bedecken, und dem bewaldeten Tollberg im Norden.
Nach etwa 2,5 km, eben wieder auf Bühlertanner Gemeindegebiet gewechselt, fließt ihm von rechts aus einer kleinen Klinge zwischen dem Tollberg und der dahinterliegenden großen Hochebene des Schloßbaus der Tollberggraben zu, in einer feuchten Niederung etwa 300 m südwestlich von Bühlertann-Blashof, wonach er nurmehr Avenbach heißt. Darauf teilt er sich in zwei Äste, der rechte, der sich nach Südwesten wendet, fließt dabei gleich in einen 0,9 ha großen See östlich des Kirchbühls ein, der linke Hauptast südwärts am Seerand vorbei zur Vereinigung mit dem aus Richtung Holenstein von links nahenden Braunen Bach, dem längsten der Avenbach-Zuflüsse. Im Mündungswinkel liegt ein weiterer, kleinerer See, unterhalb dreht dieser linke Zweig nach Westen. An der Avenmühle vereint er sich etwas über drei Kilometer unterhalb des Ursprungs wieder mit dem rechten.
Dann überquert ihn die Dorfverbindungsstraße von Bühlertann-Halden in Richtung Holenstein. Der restliche Bachlauf führt mäandrierend zwischen Ufergehölzen nach Westsüdwesten. Rechts von ihm liegt hier der lange Hang des Laberichs, anfangs liegt in dessen unterem Teil eine große Ackerfläche, dann folgen vor allem Wiesen, die zum Teil durch Hecken und Buschwerk getrennt sind. Oben geht dieser Hang über in eine mittlere Geländestufe um den Bühlertanner Heuhof herum, die beackert wird. Noch weiter zurückgesetzt erhebt sich über Bühlertann-Halden der lange Sporn, auf dem die Tannenburg steht.
Auf der linken Talseite ist am Unterlauf der Hang flacher und die erste Geländestufe niedriger, auch sie wird stark ackerbaulich genutzt. Von dieser Seite her naht hier noch aus seiner eponymen Waldklinge zwischen den hinter den Äckern sich erhebenden Waldbergen von Anzenberg und Eichberg der linke Zufluss Sperberklingenbach, der etwa 3,7 km unterhalb der Avenbach-Quelle mündet. Schließlich erreicht der Avenbach die östliche Ortsgrenze des Bühlertanner Weilers Kottspiel, unterquert die Bühlertalstraße L 1072 und läuft dann an deren Südrand bis zur Brücke im Weiler, wo er nach 4,5 km auf etwa 377 m ü. NN von rechts in die Bühler mündet.

### Einzugsgebiet
Der Avenbach hat ein Einzugsgebiet von 8,4 km² Größe, das naturräumlich gesehen im Unterraum Ellwanger Berge der Schwäbisch-Fränkischen Waldberge liegt. Es erstreckt sich von seinem mit 504,9 m ü. NN höchsten Punkt auf dem bewaldeten Sauerberg an der K 2628 nach Kammerstatt bis zur Mündung etwa 4,3 km weit nach Westen, quer dazu hat es eine Breite von bis zu 2,5 km.
Seine Nordgrenze zieht sich von der Tannenburg (Bühlertann) an der Nordwestecke auf dem Tannenberg genannten Westsporn der Ellwanger Berge über dem Bühlertal ostwärts durch die lange Spornhochfläche des Schlossbaus und durch den größtenteils innerhalb liegenden Weiler Fronrot bis zu einem Waldeck am Zimmerbühl östlich des Bühlertanner Ortes, bis zu dem der Dammbach den jenseitigen Spornabfall ebenfalls westwärts und etwas weiter abwärts zur Bühler entwässert, während östlich des Weilers auf der weiten Hochfläch dann außerhalb der Forellenbach in Gegenrichtung zum Kocher-Zufluss Blinde Rot läuft.
Im Zimmerbühl knickt die Grenze ab und folgt recht getreu der K 2628 erst südlich und dann westlich bis nach Kammerstatt. Hier sind rechte Zuflüsse zur Blinden Rot vom Höllholzbach bis hinunter zum Dollesbach die jenseitigen Konkurrenten. Von Kammerstatt aus zieht die weitere Südgrenze, nun der K 2627 folgend, bis zum Waldrand und dann in gerader Fortsetzung auf einem dort beginnenden Waldweg am Bühlerzeller Gehöft Eichberg vorbei bis auf den zentralen Eichberg. Auf diesem Abschnitt konkurrieren nacheinander jenseits die Bühler-Bäche Gruppenbach, Pfaffenbach und Dietenbach.
Danach zieht die Grenze des Avenbach-Einzugsgebietes nordwestlich über den Kamm des Sefflensrains und durch die Kottspieler Taubenäcker bis zur Mündung in die Bühler an der dortigen Brücke; auf diesem Stück konkurrieren jenseits keine bedeutenden Wasserläufe zur Bühler. Von Kottspiel aus besteigt die Wasserscheide über den Weinberg beim Bühlertanner Weiler Heuhof eine erste Geländestufe, biegt dann südöstlich um die Talbucht des Bühlerzuflusses Elsäßerbach herum, durchquert anschließend nördlich den Weiler Halden und erreicht in steilem Anstieg wieder die Tannenburg auf dem vorderen Tannenberg.
Der größere Teil des Einzugsgebietes liegt auf Bühlertanner Gemarkung, der kleinere auf der von Bühlerzell. Von Bühlertann liegen die Weiler Fronrot (der größere Südteil), Halden (Ostteil), Blashof (ganz) und Kottspiel (ein kleiner Ostsektor) im Einzugsgebiet sowie die Gehöfte und Einzelhäuser Kreidelhaus und Avenmühle. Die einzigen Bühlerzeller Siedlungsplätze darin sind die Weiler Holenstein (ganz) und Kammerstatt (mit dem kleineren Nordteil). Unmittelbar am Lauf des Avenbaches liegen nur die Avenmühle am Unterlauf und Kottspiel an der Mündung, der Oberlauf Sauerbach ist ganz unbesiedelt.

### Zuflüsse und Seen

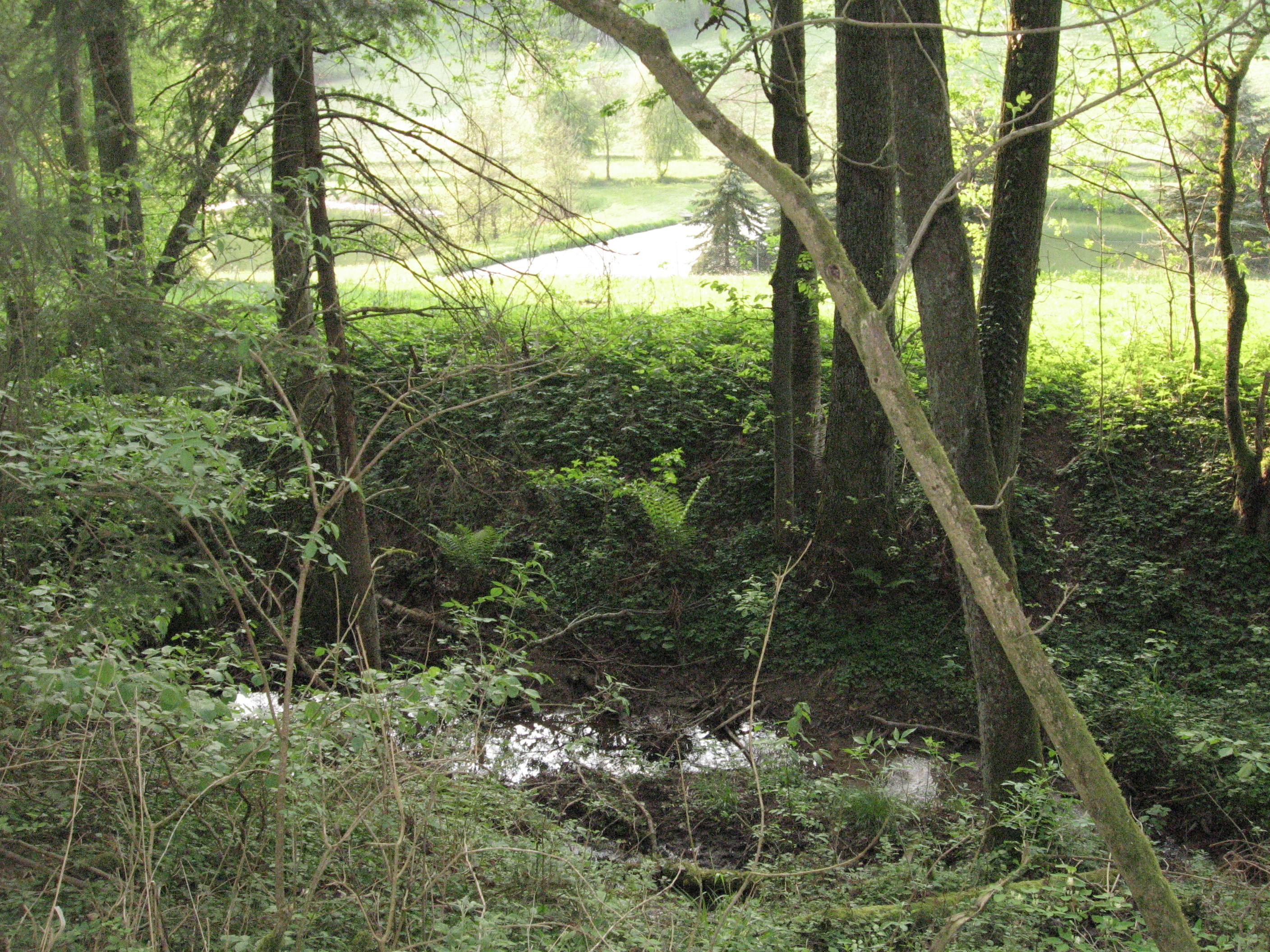
Der Sauerbach am eigenen Talhang zum Sauerberg über den Klärteichen in der Talmitte

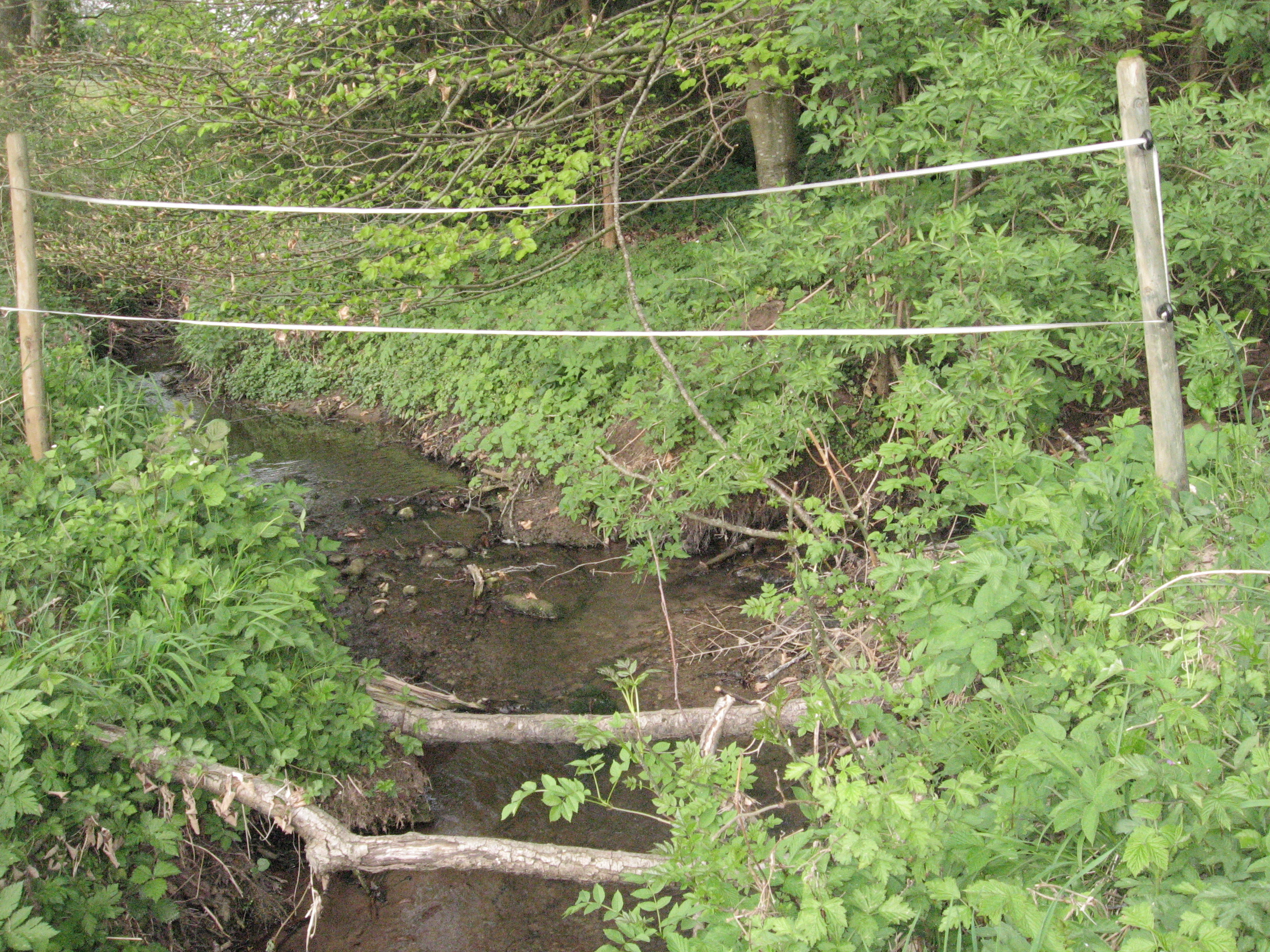
Mündung des Sauerbergbachs (von rechts) in den Sauerbach

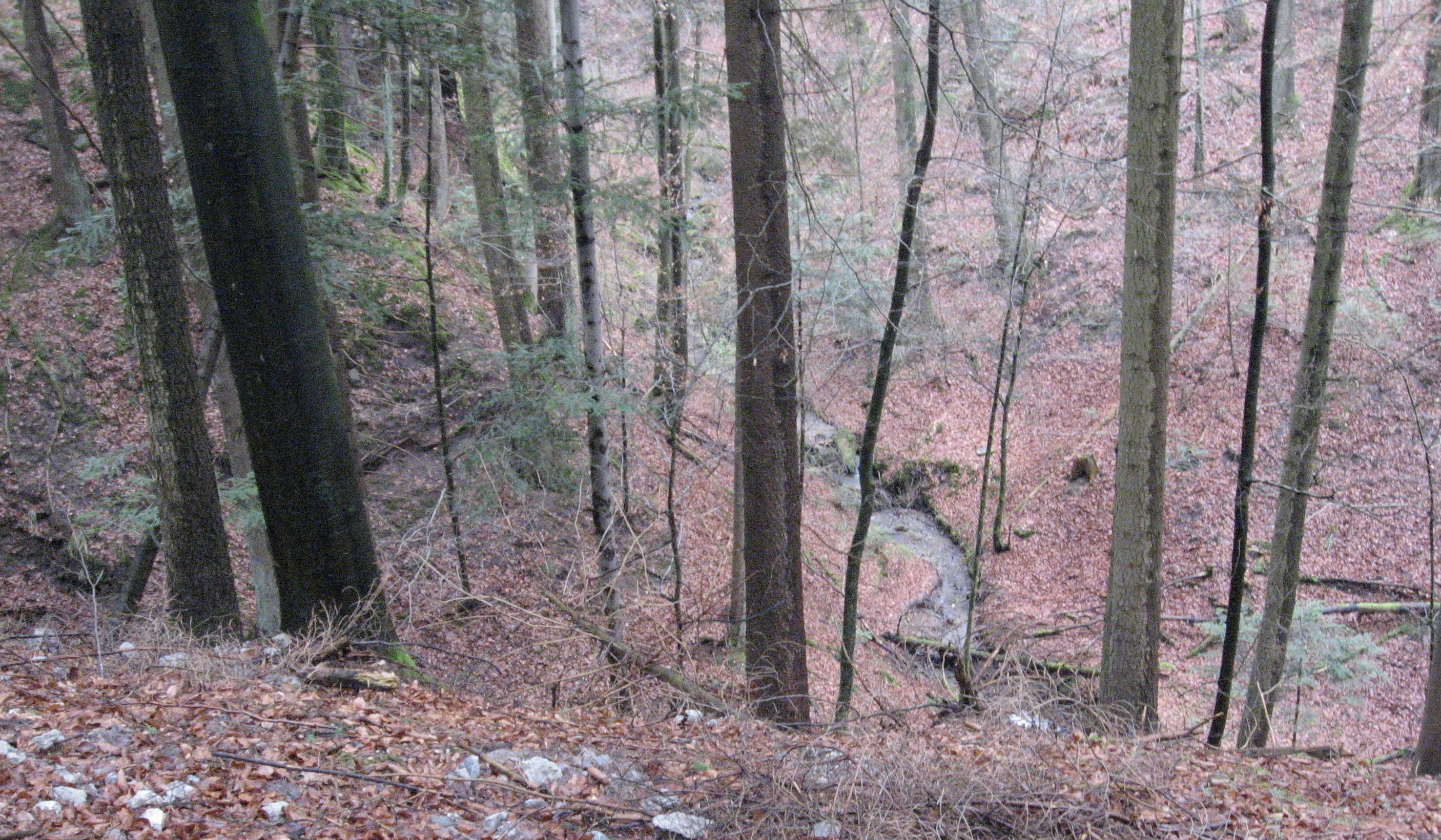
Die Reutebachklinge an ihrer tiefsten Stelle

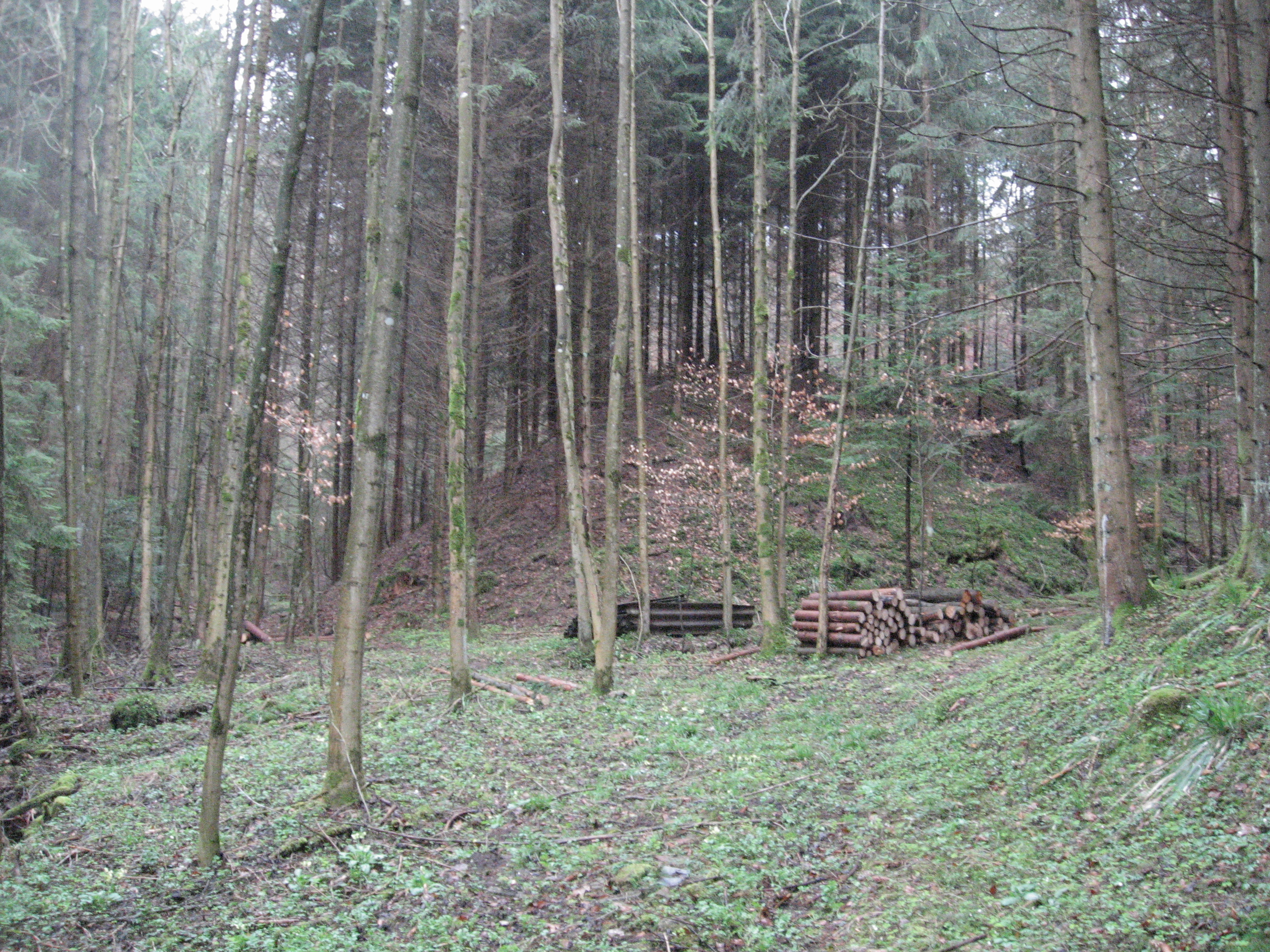
Der Hügel des Burgstalls Holenstein ist ein niedriger Mündungssporn im Reutebachtal vom Frühmeßholz her

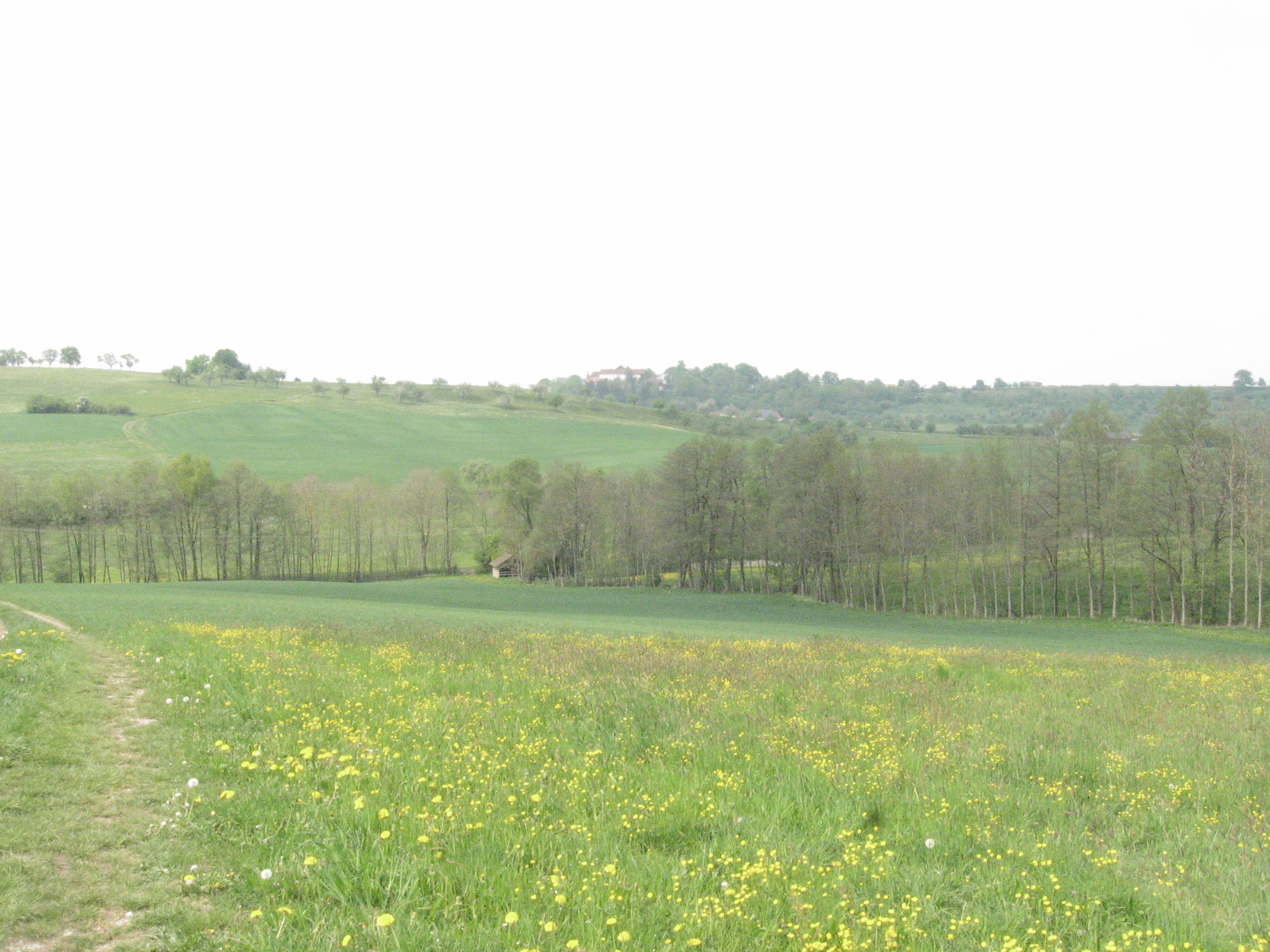
Wiesenabschnitt des Sperberklingenbachs vor seiner Mündung, Lauf von rechts unten nach der hinteren Bildmitte, hinten von rechts nach links die Avenbach-Galerie.

Hierarchische Liste der Zuflüsse und  Seen von der Quelle zur Mündung. Gewässerlänge, Seefläche, Einzugsgebiet und Höhe nach den entsprechenden Layern auf der Onlinekarte der LUBW. Andere Quellen für die Angaben sind vermerkt.
Zusammenfluss des Avenbachs aus seinen Quellbächen auf etwa 401 m ü. NN etwa 0,4 km südöstlich des Weilers Blashof von Bühlertann. Gegenüber dem hier eben aus dem Gemeindegebiet von Bühlerzell zugeflossenen linken Oberlauf Sauerbach ist der rechte Tollberggraben nach augenscheinlicher Wasserführung, Länge und Einzugsgebiet übereinstimmend der unbedeutendere Oberlauf.
Der Avenbach fließt von hier an etwa südwestlich.
- Sauerbach, linker und ostnordöstlicher Hauptstrang-Oberlauf, 2,3 km und ca. 2,6 km². Entsteht auf etwa 483 m ü. NN ca. 0,8 km südöstlich von Bühlertann-Fronrot im Nordrand des Gewanns Spitalwald des Sauerbergwaldes zur Wiesenflur bei einem eintretenden Feldweg und etwa unter einer Hochspannungstrasse.
Der Sauerbach fließt anfangs westlich und dann vor und neben den Klärteichen in einem gegrabenen Lauf am linken Hang südwestlich.
  -  Passiert ca. 0,4 km südlich von Fronrot die drei in der Talmitte auf um 430 m ü. NN liegenden Klärteiche der Oxidationskläranlage der Weilers, zusammen 0,3 ha.
  - (Feldweggraben), von rechts auf etwa 428 m ü. NN und rechts am Klärwerk vorbei unmittelbar danach, ca. 0,4 km[LUBW 7] und ca. 0,4 km². Entsteht auf etwa 445 m ü. NN am Fuß neben der Talsteige des Wegs zur Kläranlage, dem er folgt.
Nach diesem Zufluss tritt der Sauerbach ins Gemeindegebiet von Bühlerzell ein und fließt ab nun natürlich und in der Talmitte zunächst südwestlich.
  - Sauerbergbach, von links und Osten auf etwa 419 m ü. NN[LUBW 4] an der Westspitze des Sauerbergwaldes, 1,3 km und ca. 0,9 km². Entsteht auf etwa 480 m ü. NN im Sauerbergwald in einer Lehmklinge neben dem ausgebauten Waldweg von der K 2628 zu seiner Mündung.
Nach Länge wie Einzugsgebiet dem Sauerberg bis hierher (1,2 km  und ca. 1,1 km²[LUBW 6]) vergleichbar.
Von diesem Zufluss an zieht der Sauerbach in Wiesenmäandern westwärts.
    -  Passiert am Unterlauf vier Teiche am Waldrand zum linken Wiesenhang Hochmahd auf etwa 430 m ü. NN, zusammen ca. 0,2 ha.[LUBW 5][LUBW 8]
- Tollberggraben, rechter und nordöstlicher Nebenstrang-Oberlauf, 1,1 km und ca. 0,7 km². Entsteht auf etwa 480 m ü. NN am nördlichen Rand des Waldes um den Tollberg nahe der Flurhochebene Schlossbau, bei feuchter Witterung noch etwa 100 m weiter nördlich in einer gehölzbestandenen, sehr flachen Mulde auf dieser Hochebene.
  - (Hanggraben), von rechts und Norden auf etwa 423 m ü. NN bei MÜNDUNGSORT, ca. 0,1 km[LUBW 7] und unter 0,1 km². Entsteht am Südhang Erbishalde der Hochebene Schlossbau auf etwa 460 m ü. NN ungefähr unterhalb eines Wasserreservoirs.
  -  Speist auf etwa 407 m ü. NN drei kleine Fischteiche rechts am und über dem Ufer vor der Unterquerung des Feldwegs Blashof–Fronrot, zusammen 0,2 ha.
- (Abgang eines Zweigs zur Seespeisung), nach rechts nur etwa zehn Meter nach dem Zusammenfluss zum Avenbach, 0,6 km und ca. 0,6 km².
Der Hauptlauf folgt am linken Rand der Aue zunächst dem Rand des Sees.
  -  Der linke Zweig durchfließt nach weniger als dreißig Metern auf etwa 400 m ü. NN einen Fischsee östlich-unterhalb des Kirchbühls bei Halden, 0,9 ha.
  - (Wiesengraben), von rechts und Nordwesten an dessen Nordspitze in den See am Kirchbühl, ca, 0,2 km[LUBW 7] und ca. 0,3 km². Entsteht auf etwa 405 m ü. NN etwa 0,1 km südlich des Blashofs.
- Der linke Hauptzweig passiert gleich nach dem vom rechten Abzweig durchflossenen einen weiteren See links im Mündungswinkel mit dem folgenden Braunen Bach auf über 400 m ü. NN, 0,5 ha.
- Brauner Bach, von links und Westsüdwesten auf etwa 396 m ü. NN in den linken Hauptzweig etwa 0,2 km östlich der Avenmühle an der K 2626 Holenstein–Kottspiel, 2,9 km und ca. 2,2 km². Entsteht auf etwa 490 m ü. NN etwa 0,8 km nordöstlich des Bühlerzeller Weilers Kammerstatt am südlichen Flurrand des Waldgewanns Schmierofen.
  - (Waldklingenbach), von links und Süden auf etwa 444 m ü. NN nahe dem Wasserwerk im Wald östlich von Holenstein, für das oberhalb in der Talmulde ein Wasserschutzgebiet eingerichtet ist, ca. 0,1 km[LUBW 7] und ca. 0,1 km².
  - (Bach aus dem Rappensturz), von rechts und Nordosten auf 435,6 m ü. NN[LUBW 4], ca. 0,3 km[LUBW 7] und ca. 0,1 km². Entsteht auf etwa 465 m ü. NN am Beginn seiner gehölzbewachsenen Klinge.
  -  Speist auf über 430 m ü. NN einen Fischteich rechts am Lauf etwa 0,1 km vor dem ersten Haus Holensteins am Lauf, unter 0,1 ha.
  - Reutebach, von links und Südsüdosten auf etwa 423 m ü. NN in Holenstein am Wegestern nahe der Kapelle, 0,8 km und ca. 0,4 km². Entspringt auf etwa 480 m ü. NN etwa 0,8 km westlich von Kammerstatt in einer als Waldeck in die Flur vorspringenden Quellmulde.
    - (Anderer Quellarm des Reutenbachs), von rechts und Südosten auf etwa 465 m ü. NN vor Beginn der Steilklingenabschnitts im Wald, ca. 0,2 km[LUBW 7] und unter 0,1 km². Entsteht auf etwa 480 m ü. NN ungefähr 0,3 km nordwestlich des kleinen Steintempels an der K 2627 Kammerstatt–Bühlerzell im Waldrand. Ungefähr genauso lang und einzugsgebietsreich wie designierte Namensquellast.
    - (Muldenrinne am Burgstall Holenstein), von links und Süden auf etwa 433 m ü. NN etwa 0,1 km vor dem ersten Anwesen von Holenstein, ca. 0,1 km[LUBW 7] und unter 0,1 km². Entsteht unbeständig auf unter 460 m ü. NN im Frühmessholz. Im Mündungswinkel liegt der Burgstall Holenstein, die abgegangene Burg nutzte den niedrigen Mündungssporn als Hügel.
- (Rücklauf des rechten Avenbach-Zweigs), von rechts auf 392,9 m ü. NN[LUBW 4] an der Avenmühle neben der Bachbrücke der K 2624.
- Sperberklingenbach, von links und Südosten auf 385,5 m ü. NN[LUBW 4] ca. 0,4 km westsüdwestlich der Avenmühle, 1,9 km und ca. 1,1 km². Entsteht auf etwa 478 m ü. NN etwa 0,1 km westlich des noch am Rand der Kammerstatter Rodungsinsel laufenden Anfangsstücks des Waldweges über den Anzenberg-Kamm und etwa 0,2 km westlich der Reutenbach-Quelle. Seine lange bewaldete Sperberklinge zwischen den Waldgewannen Anzenberg rechts und Eichberg links läuft anfangs westlich und biegt auf nordnordwestliche Richtung.
  - (Unbeständiger Klingenbach), von links und Südosten auf etwa 461 m ü. NN, ca. 0,2 km[LUBW 7] und unter 0,1 km². Entsteht auf etwa 485 m ü. NN.
  - (Hangbach), von links und Süden auf etwa 439 m ü. NN, ca. 0,1 km[LUBW 7] und unter 0,1 km². Entsteht auf etwa 460 m ü. NN.
  - (Unbeständiger Hangbach), von rechts und Nordosten auf etwa 427 m ü. NN, ca. 0,1 km[LUBW 7] und unter 0,1 km². Entsteht auf unter 460 m ü. NN.
  - (Unbeständiger Klingenbach), von links und Südsüdosten auf etwa 426 m ü. NN gleich nach dem vorigen, ca. 0,3 km[LUBW 7] und 0,1 km². Entsteht auf etwa 460 m ü. NN.
  - (Quellabfluss), von rechts und Nordosten auf unter 420 m ü. NN etwa 0,3 km vor dem Waldaustritt, ca. 0,1 km[LUBW 7] und unter 0,1 km². Entspringt auf etwa 450 m ü. NN.
  -  Speist auf etwa 405 m ü. NN einen Teich zwischen Waldaustritt und der Unterquerung der K 2626 Holenstein–Kottspiel, 0,2 ha.
- Kurz vor den ersten Häusern von Kottspiel durchläuft der Bach auf etwa 382 m ü. NN ein kleines Rückhaltebecken. Hinter dem 4,8 m hohen, sichelförmigen Erddamm, der bis zu 17.000 m³ Wasser zurückhalten kann, das ungesteuert wieder abläuft, weitet sich der bachbegleitende Gehölzstreifen stark aus.[LUBW 9]

Mündung des Avenbachs von rechts und zuletzt Osten auf etwa 377 m ü. NN an der Bühlerbrücke in Bühlertann-Kottspiel in den beginnenden Mittellauf der Bühler. Der Avenbach ist 4,5 km lang und hat ein Einzugsgebiet von 8,4 km².

## Geologie

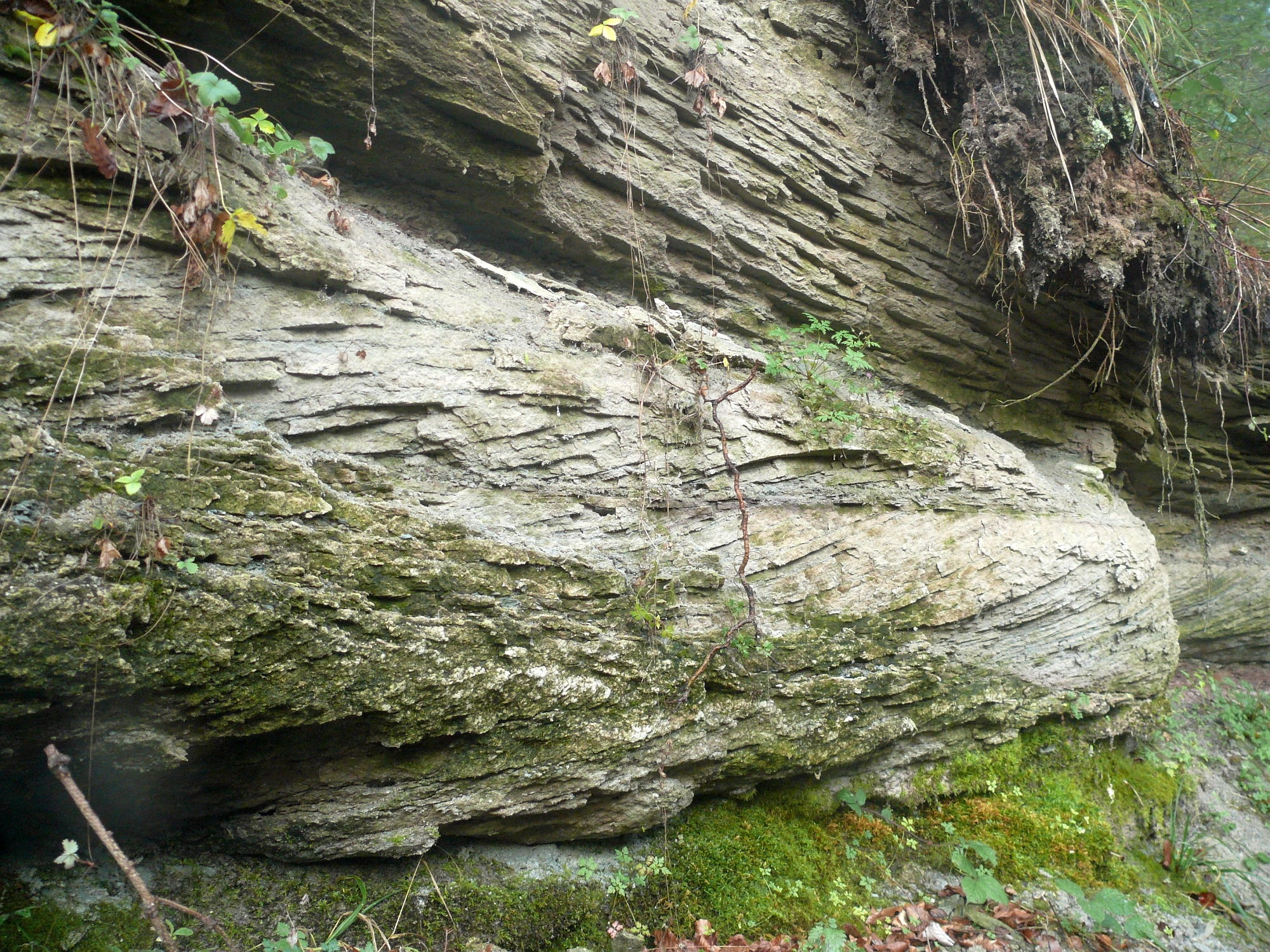
Hassberge-Formation (Unterer Kieselsandstein), Schrägschichtung, unmittelbar über den Mergeln der Lehrbergschichten, Sauerbachklinge bei Bühlertann-Fronrot

Der Avenbach mit seinen Zuflüssen hat östlich der Bühler zwischen den Bergspornen des Bühlerzeller Eichbergs im Süden und der Bühlertanner Tannenburg im Norden eine weite, ungefähr dreieckige Erosionsbucht im Mittelkeuper geschaffen, deren Nordostspitze im westlichen Fronroter Sauerberg liegt. Ihre südöstlichen Randbereiche liegen am Rand der Stubensandsteinschicht (Löwenstein-Formation), die um Bühlerzell-Kammerstadt über Kieselsandstein und Oberen Bunte Mergeln (Mainhardt-Formation) einsetzt, die nördlichen am südlichen Abfall der Kieselsandstein-Hochfläche (Hassberge-Formation) zwischen Tannenburg im Westen und Fronrot im Osten (Erbishalde und angrenzender Schloßbau). Der zentrale Teil des Einzugsgebietes liegt größtenteils im Schilfsandstein (Stuttgart-Formation); beidseits der Mulde des Avenbachs, der im mittleren und unteren Teil in den Estherienschichten des Gipskeupers fließt, liegen hier große, etwas gebogene oder hügelige Flächen im Schilfsandstein, die zumeist beackert werden. Rechts des untersten Tales liegt um den Bühlertanner Heuhof dem Schilfsandstein noch eine Insel Unteren Bunten Mergels (Steigerwald-Formation) auf, der sich sonst als schmaler Streifen an den Hängen zur Kieselsandsteinfläche zieht, in den oberen Tälern jedoch länger dem Bachlauf folgen kann. Die Verebnungsflächen südlich des unteren Tales liegen in den Estherienschichten oder auf der Corbula-Bank des Gipskeupers.
Sauerberg und Sauerbergbach entspringen am Rand der Kieselsandstein-Hochfläche der nördlichen Ellwanger Berge, die großen Zuflüsse aus Südosten (Brauner Bach und sein Zufluss Reutebach, Sperberklingenbach) im Übergangsbereich zwischen dem Stubensandstein und den Oberen Bunte Mergeln (Mainhardt-Formation) bzw. in diesen. Der einzige größere rechte Zufluss Tollberggraben des Hauptstrangs aus Sauerbach und Avenbach beginnt seinen Lauf in den Unteren Bunten Mergeln, zu Zeiten auch am Rand der Kieselsandsteinfläche. Bis auf den Braunen Bach erreichen alle anderen ziemlich schnell die klingenreichen Unteren Bunten Mergel.

### LUBW
Amtliche Online-Gewässerkarte mit passendem Ausschnitt und den hier benutzten Layern: Lauf und Einzugsgebiet des Avenbachs

Allgemeiner Einstieg ohne Voreinstellungen und Layer: Daten- und Kartendienst der Landesanstalt für Umwelt Baden-Württemberg (LUBW) (Hinweise)
1. 1 2 3 4  Höhe nach dem Höhenlinienbild auf dem Hintergrundlayer Topographische Karte.
2. 1 2 3  Länge nach dem Layer Gewässernetz (AWGN).
3. 1 2  Einzugsgebiet nach dem Layer Basiseinzugsgebiet (AWGN).
4. 1 2 3 4 5 6  Höhe nach schwarzer Beschriftung auf dem Hintergrundlayer Topographische Karte.
5. 1 2  Seefläche nach dem Layer Stehende Gewässer.
6. 1 2  Einzugsgebiet abgemessen auf dem Hintergrundlayer Topographische Karte.
7. 1 2 3 4 5 6 7 8 9 10 11 12 13  Länge abgemessen auf dem Hintergrundlayer Topographische Karte.
8. ↑  Seefläche abgemessen auf dem Hintergrundlayer Topographische Karte.
9. ↑  Daten des Rückhaltebeckens nach dem Layer Stauanlagen.

### Andere Belege
1. ↑  Modellierte Werte nach Abfluss-BW Gewässerknoten MQ/MNQ
2. ↑  LUBW-FG10 und TK25 lassen ihn erst etwa 100 m weiter talab in der beginnenden Talmulde entstehen. Auf der kleinmaßstäblichen Natura-2000-Karte der RIPS-Dienste Baden-Württemberg (Memento vom 11. November 2012 im Internet Archive) ist jedoch zu erkennen, dass der Sauerbach-Lauf noch östlich der Trasse des von Norden her den Spitalwald erschließenden Feldweges in einem Grundstück beginnt.
3. ↑  Derzeit (April 2011) abgelassen.
4. ↑  Wolf-Dieter Sick: Geographische Landesaufnahme: Die naturräumlichen Einheiten auf Blatt 162 Rothenburg o. d. Tauber. Bundesanstalt für Landeskunde, Bad Godesberg 1962. → Online-Karte (PDF; 4,7 MB)
5. ↑  Geologie nach der unter → Literatur aufgeführten geologischen Karte. Einen groben Überblick verschafft auch: Mapserver des Landesamtes für Geologie, Rohstoffe und Bergbau (LGRB) (Hinweise)